# Pilabó
Pilabó era un antic pueblo Piro situat al lloc de l'actual ciutat de Socorro (Nou Mèxic). En 1598 als exploradors espanyols que sorgiren d'un inhòspit desert els va donar menjar i aigua la gent del pueblo Teypana. Els espanyols rebatejaren aquell poble "Socorro". Eventualment el mateix Pilabó prendria el nom de "Socorro" en lloc de Teypana.